# Sheppardia aequatorialis
Sheppardia aequatorialis е вид птица от семейство Muscicapidae.

## Разпространение
Видът е разпространен в Бурунди, Демократична република Конго, Кения, Руанда, Судан, Уганда и Южен Судан.